# Harvey Samuel Firestone

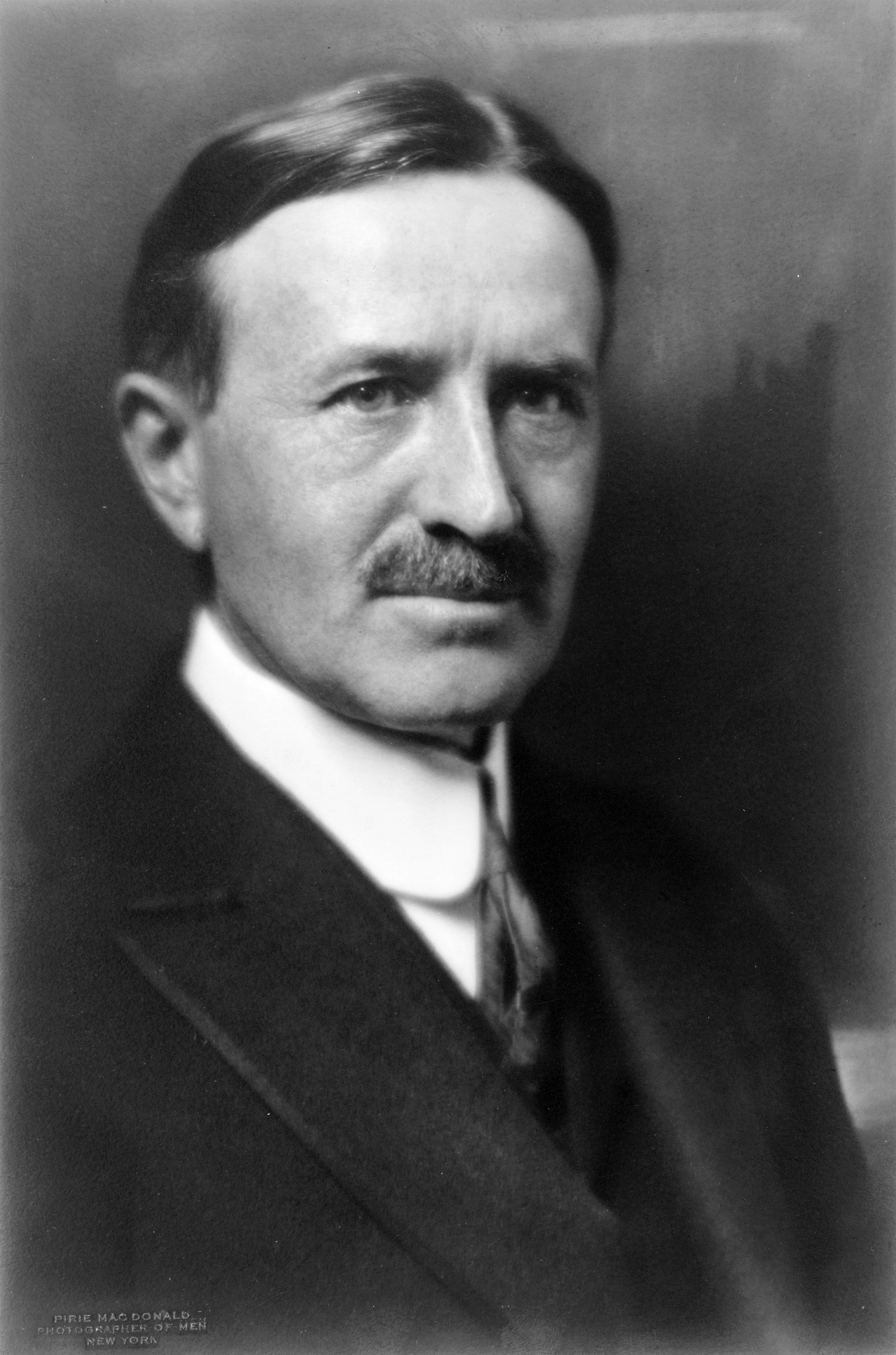
Harvey S. Firestone (1915)

Harvey Samuel Firestone (* 20. Dezember 1868 in Columbiana (Ohio); † 7. Februar 1938 in Miami Beach) war ein US-amerikanischer Unternehmer und Gründer des Reifenherstellers Firestone Tire & Rubber Company.

## Leben und Werdegang
Er wuchs auf einer Farm in Ohio auf, seine Vorfahren wanderten im 18. Jahrhundert aus dem Elsass ein und hießen ursprünglich Feuerstein. Firestone besuchte die High School in Columbiana und arbeitete in einer Firma in Columbus (Ohio), bevor er eine eigene Firma gründete, die ab 1896 Gummireifen für Kutschen herstellte (Consolidated Rubber Company). 1900 gründete er mit dem Geld aus dem Verkauf der alten Firma in Akron die Firestone Tire and Rubber Company (Akron war auch Sitz der Firma Goodyear Tire & Rubber Company, seines Erzrivalen). Mit dem Aufkommen des Automobils erlebte seine Firma einen großen Aufschwung und war ein Pionier in der Massenproduktion von Reifen. Vorteilhaft war dabei seine enge Freundschaft mit Henry Ford, dessen Ford-Werke er belieferte – die Zusammenarbeit begann schon 1904.

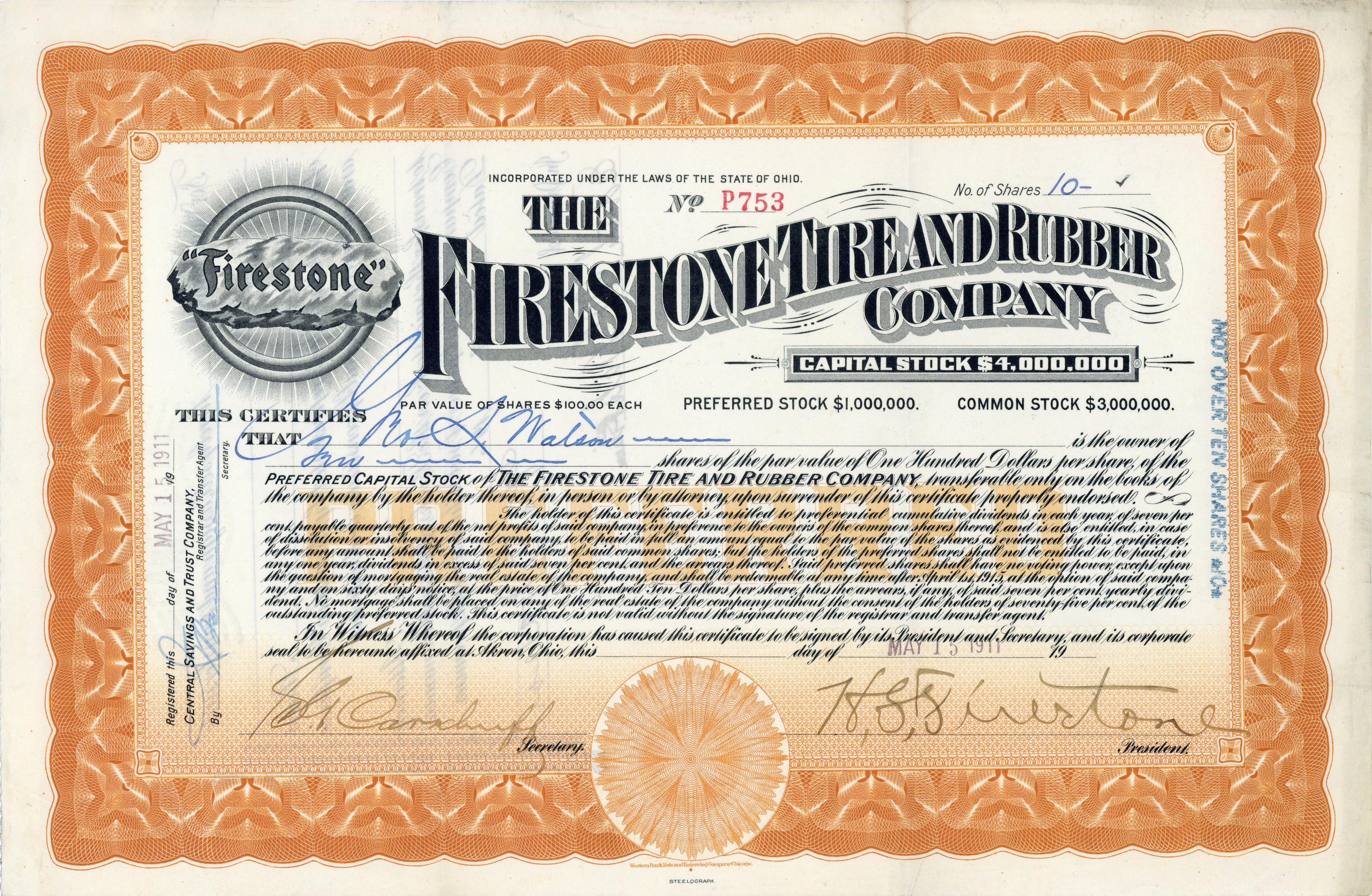
Vorzugsaktie der Firestone Tire and Rubber Company, ausgestellt am 15. Mai 1911 in Akron, Ohio, im Original unterschrieben von Harvey S. Firestone als Präsident

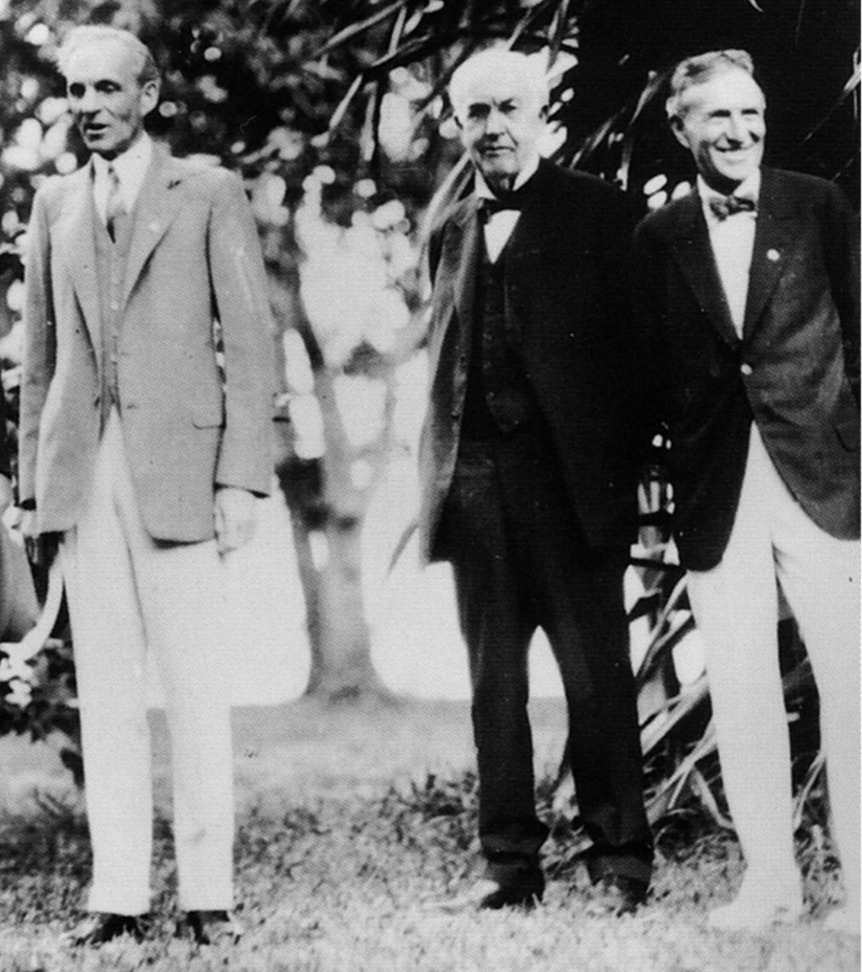
Der Millionärs-Club, von links: Ford, Edison, Firestone, 1929

Er galt mit Henry Ford und  Thomas Alva Edison als führender US-Industrieller und die drei trafen sich häufig und bildeten einen exklusiven Millionaires Club. Die drei machten zusammen mit dem Künstler  John Burroughs und dem Botaniker Luther Burbank Urlaub in der freien Natur.
Ab 1911 war er an Autorennen (Indianapolis 500) beteiligt, er unterstützte den Bau von Fernstraßen (Route 66), entwickelte die ersten pneumatischen Reifen für Laster und propagierte den Gütertransport mit LKWs (Ship by Truck Kampagne). 1926 erwarb er eine Kautschuk-Plantage von einer Million Acre Fläche in Liberia.
Firestone ist in der Automotive Hall of Fame und der National Inventors Hall of Fame.
Er war ab 1895 mit Idabelle Smith verheiratet und hatte sieben Kinder. Martha, eine seiner Enkelinnen, heiratete 1947 William Clay Ford senior. Eines der Kinder aus dieser Ehe, William Clay Ford Junior, ist heute „executive chairman“ von Ford.
Ein Denkmal in Akron (Harvey Firestone Memorial) erinnert an ihn und die Bibliothek der Princeton University (Firestone Library) ist nach ihm benannt. Ein Park in Columbiana trägt seinen Namen.

## Schriften
- mit Samuel Crowther: Men and Rubber: The Story of Business. Doubleday, Page & Co, Garden City, N.Y. 1926.